# Botafogo de Futebol e Regatas (pallacanestro)
Il Botafogo Basquete è la squadra di pallacanestro della società polisportiva Botafogo de Futebol e Regatas con sede a Botafogo, un quartiere di Rio de Janeiro, Brasile. Fondata nel 1933, la squadra milita nel massimo campionato brasiliano.

## Storia
La polisportiva Club de Regatas Botafogo, abbreviata in C.R. Botafogo, è stata fondata nel 1894, ma la sezione della pallacanestro è stata istituita solo nel 1933, arrivando alle finali del campionato dello stato di Rio de Janeiro nel 1934 e nel 1937. La polisportiva Botafogo Football Club, abbreviata in Botafogo F.C., è stata fondata nel 1904 e la sua sezione di pallacanestro ha vinto il campionato di Rio de Janeiro nel 1939 e nel 1942.
La pallacanestro è stata molto importante nella crescita del Botafogo F.R.. Nel 1942, i due club di Botafogo si affrontarono in un derby; poco dopo l'intervallo, Armando Albano, un giocatore del Botafogo F.C., morì in campo a causa di un attacco cardiaco. In suo onore, i presidenti dei due club decisero di fondersi in un unico club, il Botafogo de Futebol e Regatas, abbreviato in Botafogo F.R.. Il nuovo club creò anche un nuovo logo ed un nuovo emblema, mescolando quelli di entrambi i club. Nei tre anni successivi, il Botafogo F.R. vinse tutti e tre i campionati di Rio de Janeiro.
Nel 1967, il Botafogo F.R. vinse il suo primo campionato brasiliano, diventando il primo ed unico club di Rio a vincere il campionato fino al 2000, partecipando così all'edizione del 1968 della Coppa Intercontinentale. All'inizio degli anni duemila, la sezione di pallacanestro della polisportiva tornò ad essere amatoriale, tornando al professionismo solo nel 2015.
Nella stagione 2017, il Botafogo F.R. vinse la stsagione regolare della Liga Ouro de Basquete, riuscendo poi a vincere il torneo battendo prima il Blumenau ed in finale l'AAB Joinville nella decisiva Gara-5, finita 90-68 per la squadra di Rio de Janeiro.
Nella stagione successiva, il club guidato da Léo Figueiró, raggiunse le semifinali del campionato, perdendo contro il Flamengo, il quale vinse poi il titolo. A fine stagione, Léo Figueiró venne nominato allenatore dell'anno della NBB. Grazie al quarto posto in campionato, il Botafogo si qualificò per la stagione successiva della Liga Sudamericana.
Nella stagione 2019-2020, il Botafogo esordisce per la prima volta nella Liga Sudamericana; il club viene inserito nel gruppo D, giocando le sue partite a San Andrés in Colombia contro i padroni di casa, i Warriors de San Andrés, oltre al Nacional de Montevideo ed al Salta Basket. Grazie al record di 2-1, la squadra si qualifica alle semifinali che si svolgono a La Banda, in Argentina. Il gruppo è composto ancora dal Salta ed il Nacional, oltre alla squadra di casa, il Ciclista Olímpico. Nel primo match, il Botafogo batte il Salta per 62-61, grazie ad un canestro allo scadere di Arthur Bernardi; il giorno successivo è invece il Nacional a venire battuto con uno scarto di 10 punti. Nel match più importante contro il Ciclista Olímpico, il Botafogo recupera uno scarto di 17 punti e grazie all'ottima prestazione di Jamaal Smith riesce ad accedere alle Finals dove affronta il Corinthians.
Nonostante la sconfitta in Gara-1, giocata tra le mura amiche, il Botafogo guidato da Jamaal Smith e Cauê Borges, ribalta il risultato nelle due gare successive giocate a San Paolo, conquistando così il primo titolo internazionale della sua storia.

## Roster
Aggiornato al 1 aprile 2020.
| Botafogo Basquete | Botafogo Basquete |
| Giocatori         | Staff tecnico     |
| ----------------- | ----------------- |

| N. | Naz.                                   | Ruolo | Nome              | Anno | Alt.   | Peso   |  |
| -- | -------------------------------------- | ----- | ----------------- | ---- | ------ | ------ |  |
| 3  | Brasile (bandiera)                     | AP    | Wesley Alves      | 1996 | 195 cm | 95 kg  |  |
| 4  | Brasile (bandiera)                     | G     | Cauê Borges       | 1991 | 187 cm | 90 kg  |  |
| 5  | Stati Uniti (bandiera)                 | G     | Jamaal Smith      | 1985 | 185 cm | 85 kg  |  |
| 9  | Brasile (bandiera) · Italia (bandiera) | P     | Paulinho Boracini | 1984 | 183 cm | 82 kg  |  |
| 10 | Brasile (bandiera)                     | P     | Henrique Coelho   | 1993 | 187 cm | 90 kg  |  |
| 13 | Brasile (bandiera)                     | G     | Jackson da Silva  | 1988 | 189 cm | 84 kg  |  |
| 15 | Brasile (bandiera)                     | A     | Diego Conceição   | 1987 | 198 cm | 98 kg  |  |
| 17 | Brasile (bandiera)                     | A     | Eduardo Sommer    | 1994 | 205 cm | 105 kg |  |
| 21 | Brasile (bandiera)                     | AC    | Wesley Sena       | 1996 | 211 cm | 118 kg |  |
| 28 | Brasile (bandiera)                     | AC    | Lucas Mariano     | 1993 | 208 cm | 120 kg |  |
| 35 | Stati Uniti (bandiera)                 | AP    | Freddie McSwain   | 1994 | 198 cm | 105 kg |  |
| 36 | Brasile (bandiera)                     | A     | Arthur Bernardi   | 1990 | 204 cm | 102 kg |  |

| Allenatore                                                                                   |
| - Léo Figueiró                                                                               |
| Assistente/i                                                                                 |
| - Jece Clodoaldo de Moraes Leite Legenda - (C) Capitano - (IN) Inattivo - Infortunato Roster |

## Palmarès

### Competizioni nazionali
- Campionato brasiliano: 1

1967
- Liga Ouro: 1

2017

### Competizioni internazionali
- Liga Sudamericana de Básquetbol: 1

2019